# Chiesa di San Francesco (Naro)
La chiesa di San Francesco è un luogo di culto cattolico situato a Naro, comune della provincia di Agrigento in Sicilia.

## Storia

### Epoca svevo - aragonese
Il primitivo luogo di culto fu fondato da Rodorico Palmieri nel 1240, con l'approvazione di Papa Gregorio IX fu aggregato al convento dell'Ordine dei frati minori conventuali.
Nel 1330 il convento fu ricostruito dalle fondamenta da Giovanni Chiaramonte.

### Epoca spagnola

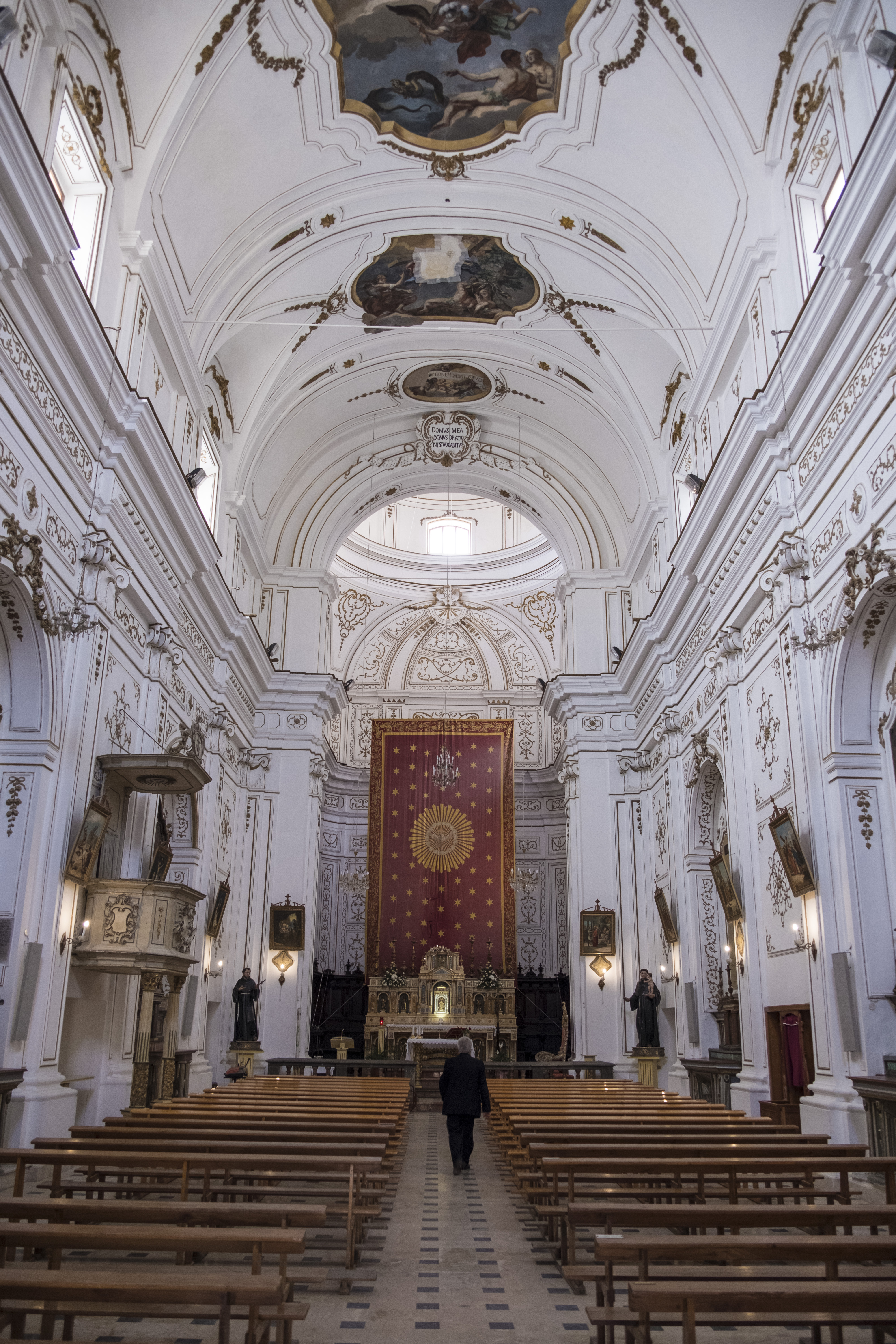
Navata.

Nel '600 l'edificio fu ulteriormente perfezionato da Melchiorre Milazzo: il prospetto anteriore fu dotato di un'artistica facciata in pietra d'intaglio di stile barocco, l'interno fu decorato con un apparato plastico in stucco, fra arabeschi e cornici fu eseguito un ciclo di affreschi, opera di Domenico Provenzani.

### Epoca contemporanea
Il venerdì 31 maggio 2019 riapertura al culto dopo lavori di consolidamento e restauro iniziati nel 2016.

## Oratorio di Santa Barbara
Oratorio di Santa Barbara fondato nel 1336 dalla Confraternita di Santa Barbara. In seguito sede della Congregazione dei Cavalieri. Infine delle corporazioni dei contadini, ortolani ed artigiani.

## Opere
All'interno si conservano le reliquie di san Domizio e santa Colomba, morti durante le Crociate. Il Trionfo dell'Immacolata e quattro scene minori ispirate ad episodi del Vecchio Testamento, decorano le volte, opere di Domenico Provenzani.
Inoltre ci sono alcuni dipinti realizzati da Fra Felice da Sambuca:
- Fede
- San Bartolomeo e San Lorenzo
- Cristo che appare a San Calogero
- San Francesco che riceve le stimmate
- La buona morte
- La cattiva morte[1]
- Immacolata, olio su tela, opera di Vito D'Anna.
- Immacolata, statua argentea di maestranze maltesi.
- Coro, manufatto ligneo lavorato in cipresso e noce.

## Sacrestia
- 1707 - 1721, Volta decorata con gli affreschi raffiguranti i Quattro Evangelisti, opera di Giuseppe Cortese da Venezia.

Gli armadi in noce, finemente intagliati ed arricchiti con numerose figure e sculture, con ante dipinte, sono opere settecentesche di maestranze palermitane, per un totale di sei armadi.

## Il riconoscimento UNESCO
Dal 2005 la chiesa è considerata dall'UNESCO sito messaggero della cultura della pace nel mondo.